# أمايا أبراستوري
أمايا أبراستوري هي ممثلة إسبانية ولدت في 28 أبريل 1997. قامت بدور البطولة في مسلسل مرحبا بكم في عدن.